# On Me (Lil Baby)
On Me è un singolo del rapper statunitense Lil Baby pubblicato il 4 dicembre 2020.

## Tracce
Download digitale
Testi e musiche di Dominique Jones, Amman Nurani, Chidi Osondu.
1. On Me – 2:45

Download digitale - remix
Testi e musiche di Dominique Jones, Megan Pete, Amman Nurani, Chidi Osondu.
1. On Me (con Megan Thee Stallion) (Remix) – 2:15

## Remix
A marzo del 2021, Lil Baby ha rivelato sui social media la possibilità di un remix di On Me con un'artista donna. Il 27 aprile 2021, un remix in collaborazione con la rapper statunitense Megan Thee Stallion è stato rilasciato assieme ad un video musicale.

## Classifiche

### Classifiche settimanali
| Classifica (2020) | Posizione massima |
| ----------------- | ----------------- |
| Canada            | 57                |
| Stati Uniti       | 15                |

### Classifiche di fine anno
| Classifica (2021) | Posizione |
| ----------------- | --------- |
| Stati Uniti       | 36        |